# Терскей-Бокенбай
Терске́й-Бокенба́й (каз. Теріскей-Бөкенбай) — село у складі Маркакольського району Східноказахстанської області Казахстану. Входить до складу Акбулацького сільського округу.
Населення — 46 осіб (2021; 115 у 2009, 294 у 1999, 395 у 1989).
Національний склад станом на 1989 рік:
- казахи — 100 %

Станом на 1989 рік село називалося Сєверне, у радянські часи мало також назву Північний Букмобай.